# Средний Шергольджин
Средний Шергольджин (бур. Дунда Шарагальжан - желтая долина) — село в Красночикойском районе Забайкальского края в составе сельского поселения «Верхнешергольджинское».

## География
Село находится в западной части района примерно в 40 километрах по прямой от села Красный Чикой.

## Климат
Климат резко континентальный с длительной холодной зимой и умеренно теплым летом, Большая часть осадков выпадает в теплое время года. Средняя температура воздуха по многолетним данным составляет от —3,30 , июльская от +17,20до, январская от —270. Зима продолжительная, морозная, малооблачная, безветренная. Устойчивый снежный покров образуется после 1 ноября, разрушается в апреле. Весна поздняя, холодная и сухая. Лето короткое. Продолжительность безморозного периода колеблется по годам и длится в среднем 57 дней. В отдельные годы 100—110 дней. Осень обычно сухая и солнечная.

## История
Первые поселенцы русские и крещеные буряты. Официальный год основания 1900-й.

## Население
В селе было учтено 29 человек в 2002 году (русские 90 %), 14 человек в 2010 году.